# СКБ-Банк Арена
«СКБ-Банк Арена» — стадіон в Єкатеринбурзі. Домашня арена «Урал» (Свердловська область).